# نظائر البروم
للبروم نظيرين مستقرين وهما 79Br و81Br، والمتوفران طبيعياً بنسبة مقدارها 51% و49%، على الترتيب. لكلا النظيرين دوران مغزلي نووي مقداره 3/2، ولذلك يمكن أن يستخدما في الرنين المغناطيسي النووي، مع أفضلية للنظير 81Br. تفيد نسبة التوزع المقاربة لِـ 1:1 لهذين النظيرين في الطبيعة في التعرف على المركبات الكيميائية الحاوية على البروم باستخدام تقنية مطيافية الكتلة.
إن نظائر البروم المتبقية هي جميعها نظائر مشعة، وهي ذات عمر نصف قصير؛ وأهمها النظير 80Br بنصف عمر مقداره 17.7 دقيقة، و80mBr بنصف عمر مقداره 4.421 ساعة والنظير 82Br بنصف عمر مقداره 35.28 ساعة. يمكن لهذه النظائر المشعة أن تنتج من التنشيط النيوتروني للبروم الطبيعي.
 أما أكثر نظائر البروم المشعة استقراراً فهو النظير 77Br بنصف عمر مقداره 57.04 ساعة. إن نمط الاضمحلال للنظائر الأخف من 79Br هو التقاط إلكترون للتحول إلى نظائر السيلينيوم الموافقة؛ أما الأثقل من 81Br فهو اضمحلال بيتّا إلى نظائر الكريبتون الموافقة؛ في حين أن النظير 80Br يمكن أن يضمحل وفق هذين النمطين إلى النظائر المستقرة 80Se أو 80Kr.